# Matrjoska

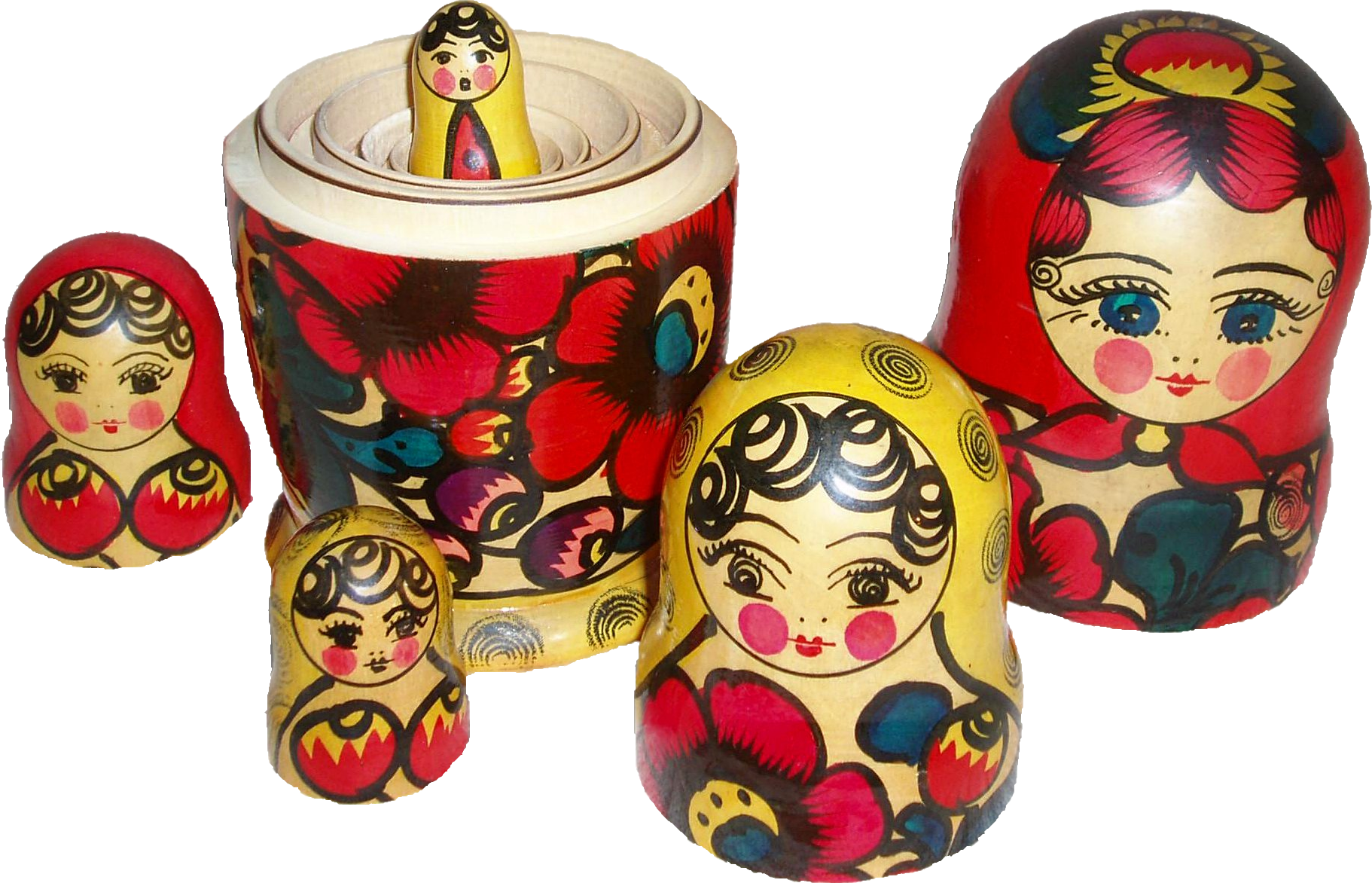
Szétbontott matrjoska

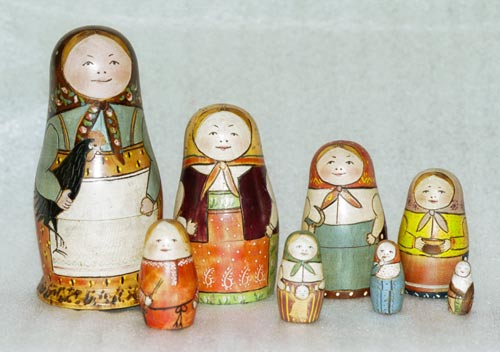
Összetett matrjoskasor

A matrjoska (oroszul: матрёшка) jellegzetes orosz festett fajáték, amely egymásba rakott, egyre kisebb, kettészedhető babákból áll. Általában öt vagy több darabból áll, de 1913-ban elkészítettek egy 42 darabos, 1970-ben pedig egy 72 darabos, 2004-ben egy 75 darabos változatot is. Leggyakrabban női alakot ábrázol, de a turisták körében népszerűek a hírességek, ismert politikusok (például Vlagyimir Putyin) arcképével díszített változatok is.

## Története
Az első orosz formavilágot idéző matrjoska mintája egy Honsú szigetéről származó Fukurokudzsut ábrázoló 5 részből álló baba volt, amit egy orosz kereskedő hozott ajándékba feleségének. Ezt a babát látta a kereskedő abramcevói nyaralójában Szergej Maljutyin, aki megkérte Vaszilij Zvjozdocskint a szomszédos Moszkvától 73 kilométerre fekvő Szergijev Poszadban lakó ismert játékkészítőt, hogy készítsen ilyen egymásba helyezhető babákat, aki feltehetően 1890-ben készítette el művét. Az első ismert díszítést maga Szergej Maljutyin festőművész készítette. Zvjozdocskin visszaemlékezése szerint ő soha nem látta az eredeti japán babát, azt csak elbeszélésből ismerte, viszont az orosz mesterek jóval a matrjoskák megjelenése előtt is készítettek egymásba rakható, fából faragott, húsvéti tojásokat.
A párizsi világkiállításon 1900-ban M. A. Mamontov, akinek játékgyártó manufaktúrájában dolgozott Vaszilij Zvjozdocskin, matrjoskákat állított ki. Ezeket a világkiállítás bronzérmével jutalmazták.

## A név eredete
A matrjoska név az orosz Matrjona női név becézett változata, ami a századforduló környékén népszerű volt az orosz parasztok körében. A név a latin eredetű „mater”, azaz „anya”, illetve „matrona” (családanya) szóból származik. A matrjoska-baba egyben a termékenység, a sok gyermeket nevelő édesanya szimbólumává is vált.

## Elkészítés
A matrjoskát hagyományosan citrusfából, nyírfából, nyárfából vagy ébenfából készítik. A fákat kora tavasszal, általában áprilisban vágják ki, amíg még nedvdúsak. A kivágott rönköket megtisztítják a kéregtől, majd két évig szabad levegőn hagyják. Először általában a legkisebb, nem szétszedhető baba elkészítésével kezdik a munkát. Miután elkészült a baba teste, megtisztítják és enyvvel kezelik a felületet, majd megtervezik a mintát, és festik. Leggyakrabban pipacs, tulipán, rózsa és harangvirág-motívumok kerülnek a babákra. Végül lakkal vonják be a felületet.

## A matrjoska ma
A matrjoska az orosz népművészet részévé vált. A hagyományos alakok (női alak, orosz népviseletben) mellett a kezdetektől fogva készültek ismert személyeket ábrázoló matrjoskák. Eleinte cárok, udvari előkelőségek, művészek (például Rimszkij-Korszakov) arcképei díszítették a babákat, az 1980-as évektől kezdve pedig megjelentek az aktuális politikusok parodizált képmásai is. A szuvenírárusoknál olyan matrjoskák is kaphatóak, melyeken a női alak kötényére híres orosz épületek rajzait festették.
Oroszországban több matrjoska-múzeum is található. 2004-ben a majszkojei játékgyárban elkészítették minden idők legnagyobb matrjoska-babáját: a kilencven centiméter magas baba 75 kisebbet rejtett magában.